# Carl Albrecht Rosenadler
Carl Albrekt Rosenadler, född 21 februari 1717 i Uppsala, död 30 december 1799 i Stockholm, var en svensk ämbetsman, boksamlare och donator.

## Biografi
Carl Albrecht Rosenadler var son till professor Johan Upmarck Rosenadler och Eva Schwede. Rosenadler inskrevs 1734 som e.o. kanslist i Riksarkivet och 1735 i Utrikesexpeditionen. Där tjänstgjorde han från 1746 som kanslist, från 1754 som protokollssekreterare och 1763 till kansliråd, tills han 1777 på grund av ögonsjukdom tvingades sluta och då tilldelades presidenttitel.
Rosenadler blev 1754 ledamot av Vetenskapsakademien, vilken han 1777 skänkte ett kapital för inköp av eget hus och 1780 en boksamling på 2 000 band, uteslutande bestående av i Sverige tryckta arbeten på svenska och rik på rariteter (den är deponerad på Kungliga biblioteket). En annan boksamling, upptagande mer än 3 000 volymer, skänkte han 1795 till Uppsala universitetsbibliotek. Han gjorde även flera andra donationer. Vetenskapsakademien lät prägla en minnespenning över honom. Under sina sista 22 år var han blind.
Han var gift med Ulrika Boneauschöld. Han förblev barnlös och begravdes i Klara kyrka.